# محمود أحمد أبسية
محمود أحمد أبسية (و. ) سياسي وأكاديمي صومالي.
شخصية سياسية وثقافية صومالية بروفيسور الجامعة الوطنية الصومالية في الثمانينيات والمدير العام للمدرسين الصوماليين في اليمن أحد أعضاء البرلمان في جمهورية أرض الصومال حاليا وأحد العقول المفكرة وراء السياسة التعليمية في البلاد.
مولود في هرجيسا وتلقى تعليمه الأساسي في اليمن، متزوج وله 5 أبناء.